# Volley Vicenza 2021-2022
Questa voce raccoglie le informazioni riguardanti il Volley Vicenza nelle competizioni ufficiali della stagione 2021-2022.

## Stagione
Nella stagione 2021-22 il Volley Vicenza assume la denominazione sponsorizzata di Anthea Vicenza.
Partecipa per la prima volta alla Serie A2 terminando il girone B della regular season di campionato all'ottavo posto in classifica. Disputa quindi la pool salvezza che chiude al terzo posto in classifica retrocedendo in serie Serie B1.

## Organigramma
Area direttiva
- Presidente: Andrea Ostuzzi

Area tecnica
- Allenatore: Luca Chiappini
- Allenatore in seconda: Agostino Di Rauso
- Assistente allenatore: Igor Guidotto
- Scout man: Giorgio Tomasetto

## Rosa
| N° | Nome                 | Ruolo | Data di nascita   | Nazionalità sportiva |
| -- | -------------------- | ----- | ----------------- | -------------------- |
| 1  | Caterina Errichiello | O     | 23 marzo 1995     | Italia               |
| 2  | Marta Caimi          | P     | 22 agosto 2003    | Italia               |
| 3  | Yeliz Askan          | S     | 13 agosto 1987    | Turchia              |
| 4  | Katarina Pavičić     | S     | 17 maggio 1999    | Croazia              |
| 5  | Maria Chiara Norgini | L     | 11 settembre 1998 | Italia               |
| 7  | Rachele Nardelli     | S     | 7 gennaio 2001    | Italia               |
| 8  | Giorgia Furlan       | S     | 6 febbraio 2003   | Italia               |
| 9  | Lucrezia Lodi        | S     | 9 dicembre 2003   | Italia               |
| 10 | Eze Blessing         | P     | 2 settembre 2003  | Italia               |
| 11 | Federica Piacentini  | C     | 7 marzo 2001      | Italia               |
| 12 | Lisa Cheli           | C     | 11 maggio 1992    | Italia               |
| 15 | Martina Pegoraro     | C     | 21 novembre 2002  | Italia               |
| 17 | Jasmine Rossini      | S     | 17 giugno 1992    | Italia               |
| 18 | Federica Fiore       | C     | 14 gennaio 1999   | Italia               |

## Mercato
| Acquisti | Acquisti             | Acquisti          | Acquisti   |
| R.       | Nome                 | da                | Modalità   |
| -------- | -------------------- | ----------------- | ---------- |
| S        | Yeliz Askan          | Bandung BJB       | definitivo |
| P        | Marta Caimi          | Altavilla Sovizzo | definitivo |
| P        | Eza Blessing         | Imoco             | definitivo |
| S        | Giorgia Furlan       | Altavilla Sovizzo | definitivo |
| S        | Lucrezia Lodi        | CLAI Imola        | definitivo |
| S        | Rachele Nardelli     | Soverato          | definitivo |
| L        | Maria Chiara Norgini | Talmassons        | definitivo |
| S        | Katarina Pavičić     | HAOK Mladost      | definitivo |
| C        | Federica Piacentini  | Soverato          | definitivo |

| Cessioni | Cessioni          | Cessioni          | Cessioni   |
| R.       | Nome              | a                 | Modalità   |
| -------- | ----------------- | ----------------- | ---------- |
| P        | Francesca Andreon | Blu Team          | definitivo |
| S        | Sharon Bisoffi    | Noventa           | definitivo |
| L        | Elena D'Ambros    | ?                 | ?          |
| C        | Elisa Donarelli   | ?                 | ?          |
| C        | Federica Fiore    | Capo d'Orso Palau | definitivo |
| O        | Greta Marcolina   | ?                 | ?          |
| P        | Simona Marini     | Noventa           | definitivo |
| S        | Isabella Milocco  | ?                 | ?          |
| L        | Allegra Toffanin  | Alsenese          | definitivo |

## Risultati

### Serie A2

#### Girone di andata
| 1ª Giornata - 10 ottobre 2021 Palazzetto dello Sport, Lignano Sabbiadoro   | Talmassons  | 3 - 0 | Vicenza              | 28-26, 25-18, 25-14              |
| 2ª Giornata - 17 ottobre 2021 Palasport Città di Vicenza, Vicenza          | Vicenza     | 1 - 3 | Montecchio Maggiore  | 25-23, 22-25, 24-26, 21-25       |
| 3ª Giornata - 23 ottobre 2021 Centro Pavesi, Milano                        | Club Italia | 1 - 3 | Vicenza              | 23-25, 24-26, 25-20, 21-25       |
| 4ª Giornata - 30 ottobre 2021 Palasport Città di Vicenza, Vicenza          | Vicenza     | 0 - 3 | Mondovì              | 21-25, 13-25, 15-25              |
| 5ª Giornata - 3 novembre 2021 Palasport Città di Vicenza, Vicenza          | Vicenza     | 2 - 3 | Alba                 | 25-23, 25-17, 21-25, 24-26, 9-15 |
| 6ª Giornata - 7 novembre 2021 Palazzetto dello Sport, Villafranca Piemonte | Pinerolo    | 3 - 0 | Vicenza              | 25-19, 25-13, 25-20              |
| 7ª Giornata - 14 novembre 2021 Palasport Città di Vicenza, Vicenza         | Vicenza     | 0 - 3 | Libertas Martignacco | 17-25, 19-25, 19-25              |
| 8ª Giornata - 17 novembre 2021 PalaRizza, Modica                           | Modica      | 1 - 3 | Vicenza              | 25-20, 17-25, 15-25, 22-25       |
| 9ª Giornata - 21 novembre 2021 Palasport Città di Vicenza, Vicenza         | Vicenza     | 3 - 1 | Sicilia              | 21-25, 25-15, 25-16, 25-17       |
| 10ª Giornata - 28 novembre 2021 Palasport Città di Vicenza, Vicenza        | Vicenza     | 3 - 1 | Soverato             | 20-25, 25-20, 25-23, 25-23       |

#### Girone di ritorno
| 11ª Giornata - 18 dicembre 2021 Palasport Città di Vicenza, Vicenza   | Vicenza              | 1 - 3 | Talmassons  | 25-22, 15-25, 21-25, 23-25        |
| 12ª Giornata - 26 dicembre 2021 PalaCollodi, Montecchio Maggiore      | Montecchio Maggiore  | 3 - 0 | Vicenza     | 25-22, 25-17, 25-23               |
| 13ª Giornata - 23 febbraio 2022 Palasport Città di Vicenza, Vicenza   | Vicenza              | 3 - 2 | Club Italia | 25-15, 25-21, 22-25, 23-25, 15-11 |
| 14ª Giornata - 2 febbraio 2022 PalaManera, Mondovì                    | Mondovì              | 3 - 0 | Vicenza     | 25-23, 25-17, 25-14               |
| 15ª Giornata - 16 febbraio 2022 PalaFrancescucci, Casnate con Bernate | Alba                 | 3 - 2 | Vicenza     | 25-21, 20-25, 25-20, 21-25, 15-13 |
| 16ª Giornata - 30 gennaio 2022 Palasport Città di Vicenza, Vicenza    | Vicenza              | 0 - 3 | Pinerolo    | 19-25, 21-25, 15-25               |
| 17ª Giornata - 6 febbraio 2022 Palazzetto dello Sport, Martignacco    | Libertas Martignacco | 3 - 1 | Vicenza     | 18-25, 25-12, 25-20, 25-19        |
| 18ª Giornata - 13 febbraio 2022 Palasport Città di Vicenza, Vicenza   | Vicenza              | 3 - 1 | Modica      | 25-21, 25-19, 22-25, 25-18        |
| 19ª Giornata - 20 febbraio 2022 PalaCatania, Catania                  | Sicilia              | 3 - 1 | Vicenza     | 23-25, 25-16, 25-15, 31-29        |
| 20ª Giornata - 27 febbraio 2022 PalaScoppa, Soverato                  | Soverato             | 3 - 2 | Vicenza     | 25-23, 15-25, 28-26, 22-25, 15-12 |

#### Girone di andata
| 1ª Giornata - 18 marzo 2022 Palasport Città di Vicenza, Vicenza     | Vicenza | 2 - 3 | Marsala | 25-17, 20-25, 18-25, 25-18, 13-15 |
| 2ª Giornata - 27 marzo 2022 PalaMoncada, Porto Empedocle            | Aragona | 3 - 0 | Vicenza | 25-18, 33-31, 25-22               |
| 3ª Giornata - 2 aprile 2022 Palasport Città di Vicenza, Vicenza     | Vicenza | 3 - 1 | Altino  | 25-19, 23-25, 25-17, 25-20        |
| 4ª Giornata - 10 aprile 2022 PalaIaquaniello, Sant'Elia Fiumerapido | Assitec | 3 - 1 | Vicenza | 14-25, 25-16, 25-20, 25-23        |

#### Girone di ritorno
| 1ª Giornata - 14 aprile 2022 PalaBellina, Marsala                | Marsala | 3 - 0 | Vicenza | 27-25, 25-19, 25-23        |
| 2ª Giornata - 24 aprile 2022 Palasport Città di Vicenza, Vicenza | Vicenza | 1 - 3 | Aragona | 25-8, 23-25, 25-27, 22-25  |
| 3ª Giornata - 29 aprile 2022 Palazzetto dello Sport, Lanciano    | Altino  | 0 - 3 | Vicenza | 21-25, 19-25, 18-25        |
| 4ª Giornata - 7 maggio 2022 Palasport Città di Vicenza, Vicenza  | Vicenza | 3 - 1 | Assitec | 25-20, 25-27, 25-15, 25-23 |

## Statistiche

### Statistiche di squadra
| Competizione | Punti | In casa | In casa | In casa | In trasferta | In trasferta | In trasferta | Totale | Totale | Totale |
| Competizione | Punti | G       | V       | P       | G            | V            | P            | G      | V      | P      |
| ------------ | ----- | ------- | ------- | ------- | ------------ | ------------ | ------------ | ------ | ------ | ------ |
| Serie A2     | 30    | 14      | 6       | 8       | 14           | 3            | 11           | 28     | 9      | 19     |
| Totale       | -     | 14      | 6       | 8       | 14           | 3            | 11           | 28     | 9      | 19     |

G = partite giocate; V = partite vinte; P = partite perse 

### Statistiche dei giocatori
| Giocatore      | Serie A2 | Serie A2 | Serie A2 | Serie A2 | Serie A2 | Totale | Totale | Totale | Totale | Totale |
| Giocatore      | P        | PT       | AV       | MV       | BV       | P      | PT     | AV     | MV     | BV     |
| -------------- | -------- | -------- | -------- | -------- | -------- | ------ | ------ | ------ | ------ | ------ |
| Y. Askan       | 9        | 128      | 103      | 17       | 8        | 9      | 128    | 103    | 17     | 8      |
| M. Caimi       | 15       | 0        | 0        | 0        | 0        | 15     | 0      | 0      | 0      | 0      |
| L. Cheli       | 28       | 332      | 222      | 87       | 23       | 28     | 332    | 222    | 87     | 23     |
| C. Errichiello | 20       | 154      | 136      | 13       | 5        | 20     | 154    | 136    | 13     | 5      |
| E. Blessing    | 28       | 98       | 26       | 49       | 23       | 28     | 98     | 26     | 49     | 23     |
| F. Fiore       | 2        | 0        | 0        | 0        | 0        | 2      | 0      | 0      | 0      | 0      |
| G. Furlan      | 3        | 0        | 0        | 0        | 0        | 3      | 0      | 0      | 0      | 0      |
| L. Lodi        | 14       | 38       | 27       | 5        | 6        | 14     | 38     | 27     | 5      | 6      |
| R. Nardelli    | 26       | 193      | 145      | 20       | 28       | 26     | 193    | 145    | 20     | 28     |
| M. Norgini     | 28       | 0        | 0        | 0        | 0        | 28     | 0      | 0      | 0      | 0      |
| K. Pavičić     | 19       | 209      | 179      | 16       | 14       | 19     | 209    | 179    | 16     | 14     |
| M. Pegoraro    | 2        | 4        | 2        | 2        | 0        | 2      | 4      | 2      | 2      | 0      |
| F. Piacentini  | 27       | 233      | 168      | 51       | 14       | 27     | 233    | 168    | 51     | 14     |
| J. Rossini     | 28       | 325      | 296      | 11       | 18       | 28     | 325    | 296    | 11     | 18     |

P = presenze; PT = punti totali; AV = attacchi vincenti; MV = muri vincenti; BV = battute vincenti